# 榊原奈緒子
榊原奈緒子（6月11日—），日本女性配音員。出身於東京都。Production Ace所屬。以前經歷Office薰。B型血。

## 演出作品

### 電視動畫
2005年
- 天使心（女性客）

2008年
- 海螺小姐（磯野舟〈小時候〉）

2009年
- 香格里拉（奈緒）
- 夏日風暴！（女學生1）
- 魔力充電娘（技術開發部員B）

2011年
- R-15（與謝野亞希）
- 這樣算是殭屍嗎？（廣播）
- 命運石之門（指南廣播）

2012年
- Another（三神怜子）[3]

2013年
- 宇宙戰艦大和號2199（南部登紀子[4][注 1]
- 學生會的一存 Lv.2（三崎老師）

2016年
- 無畏魔女（沙夏的母親）

### 電影動畫
2010年
- Junod（日语：ジュノー (アニメ映画)）（志乃[5]）

### 遊戲
2011年
- R-15 攜帶版（與謝野亞希）

2015年
- Fallout 4（居里[6]）

### 外語配音
※作品依英文名稱及英文原名排序。

#### 電影
- 辛亥革命
- 卑劣的街頭（英语：A Dirty Carnival）（順玉〈許怡才 飾演〉）
- 蜜月變奏曲（英语：A Perfect Getaway）
- 異形鬼屋2（英语：Alone in the Dark II (film)）
- 鼠來寶3
- 美國式犯罪（Stephanie Baniszewski〈Scout Taylor-Compton 飾演〉）
- 安娜的風暴（英语：Anna's Storm）（Julie O'Ryan〈Sarah-Jane Redmond 飾演〉）
- 農民宇航員（英语：The Astronaut Farmer）（	Phyllis〈Kiersten Warren 飾演〉）
- 雅典娜：戰爭女神（吳淑卿〈吳允兒 飾演〉[7]）
- 匈奴大帝（Honoria〈Kirsty Mitchell 飾演〉）
- 鯨奇之旅（英语：Big Miracle）（Jill Gerard〈Kristen Bell 主演〉）
- 冥王星早餐（英语：Breakfast on Pluto）（Caroline Braden〈Charlene McKenna 飾演〉）※DVD版。
- 微光城市
- 暴力之城（英语：The City of Violence）（美蓮）
- 美洲獅俱樂部（英语：Cougar Club）（Daniella Stack〈Izabella Scorupco 飾演〉）
- 大旗英雄傳（冷青霜 等）
- 嗜血破曉
- 豬頭晚餐（英语：Dinner for Schmucks）
- 再單身遊記（Sofi〈Tuva Novotny 飾演〉）
- 地鐵四重奏（英语：End of the Line (2007 film)）（Sarah〈Nina Fillis 飾演〉）
- 燃燒鬥魂
- 曾經安靜的男人（英语：He Was a Quiet Man）（Venessa Parks〈Elisha Cuthbert 飾演〉）
- 看見惡魔
- 永不滿足（英语：The Insatiable）（Tatiana〈Charlotte Ayanna 飾演〉）
- 龍鳳大雙胞（英语：Jack and Jill (2011 film)）（Erin Sadelstein〈Katie Holmes 主演〉）※DVD版。
- 傑西警探犯罪檔案：小鎮風波（英语：Jesse Stone: Sea Change）
- 地心冒險（Emily）
- 小資女孕轉日記（英语：Labor Pains）（Thea Clayhill〈Lindsay Lohan 主演〉）
- 愛·從心開始（英语：Last Chance Harvey）（Susan Shine〈Liane Balaban 飾演〉）
- 洋蔥電影（Melissa Cherry〈Sarah McElligott 飾演〉）
- 病理（英语：Pathology (film)）（Gwen Williamson〈Alyssa Milano 飾演〉）
- 極地風暴（英语：Polar Storm）（Zoe〈Emma Lahana 飾演〉）
- 幸福的小雨傘（英语：Potiche）（Joëlle〈Judith Godrèche 飾演〉）
- 勁歌飛揚（英语：Raise Your Voice）（Sloane〈Kat Dennings 飾演〉）
- 紅男爵
- 狂野時速（英语：Redline (2007 film)）
- 戀人絮語（崔淑賢〈孫泰英 飾演〉）
- 大公鯊入侵世界（德语：Hai-Alarm auf Mallorca）（Maja Hansen〈Oona-Devi Liebich 飾演〉）
- 神探夏洛克
- 你和我（英语：Toi et moi (film)）（Lena〈Marion Cotillard 主演〉）
- 吸血鬼了沒
- 殭屍！殭屍！殭屍！（英语：Zombies! Zombies! Zombies!）（Harley〈Hollie Winnard 飾演〉）

#### 電視影集
- 警察世家
- 暗俠（英语：The Cape (2011 TV series)）
- 聖女魔咒
- CSI犯罪現場 (第10季)
- CSI犯罪現場：紐約 (第4、6、7季)
- 城市獵人
- 鐵證懸案 (第4、6季)
- 鐵證懸案 (第7季／The Final)（Beatrice）
- 辯護律師
- 帝國（英语：Empire (2005 TV series)）（Camane〈Emily Blunt 主演〉）
- 靈異之城 (第3季)
- 蒼穹之昴
- 朋友，我們的傳說（崔貞淑〈王智慧 飾演〉）
- 巨人
- 再見，老婆（姜暄雅〈洪洙賢 主演〉）
- 階伯
- 檀島警騎2.0（Natalie、Camille）
- 倚天屠龍記（朱九真、輝月使）
- 飛天大盗 (第3季)
- 金首露（許黃玉〈徐智慧 主演〉）
- 楚漢傳奇（戚夫人〈湯嬿 飾演〉）
- 迴轉幹探（Ruth Tyler）
- 草原小屋（英语：Little House on the Prairie (TV series)）（Eva Beadle Simms〈Charlotte Stewart 飾演〉[8]）※NHK BS Premium版。
- 廣告狂人（Hildy〈Julie McNiven 飾演〉）
- 愛情殺手吳水晶（陸大順〈朴多安 飾演〉）
- 始祖家族（Sophie Deveraux〈Daniella Pineda 飾演〉）
- 守護老闆（徐娜允〈王智慧 主演〉[9]）
- 點到即止
- 善德女王（雪梅〈趙明伊 飾演〉）
- 妙女神探（Mary Anne〈Melinda Ratner 飾演〉）
- 屋塔房王世子（洪世娜〈鄭柔美 主演〉[10]）
- 少林寺傳奇（宇文賀）
- 星際爭霸戰：發現號（Silanna）
- 明星的戀人（崔恩英〈車藝蓮 主演〉）
- 都鐸王朝（Elizabeth）
- 現在還想結婚的女人（李申英〈朴真熙 主演〉）

#### 動畫
- 童話高中（英语：Ever After High）（Raven Queen〈Erin Fitzgerald 配音〉）※Netflix版。

## 腳註

## 外部連結
- Production Ace公式官網的聲優簡介 （页面存档备份，存于） （日語）
- 劇團Kinder Space公式官網的團員簡歷 （页面存档备份，存于） （日語）
- （日語）－榊原奈緒子的官方個人部落格。